# Edmund Cobb
Edmund Fessenden Cobb (Albuquerque, 23 giugno 1892 – Woodland Hills, 15 agosto 1974) è stato un attore statunitense.
È apparso in oltre 650 tra cortometraggi e film, considerando anche i molti lavori in cui non è accreditato, realizzati dal 1912 al 1966. Dal 1914 al 1925 è stato sposato con Helen Hayes.

## Filmografia parziale

### Cinema

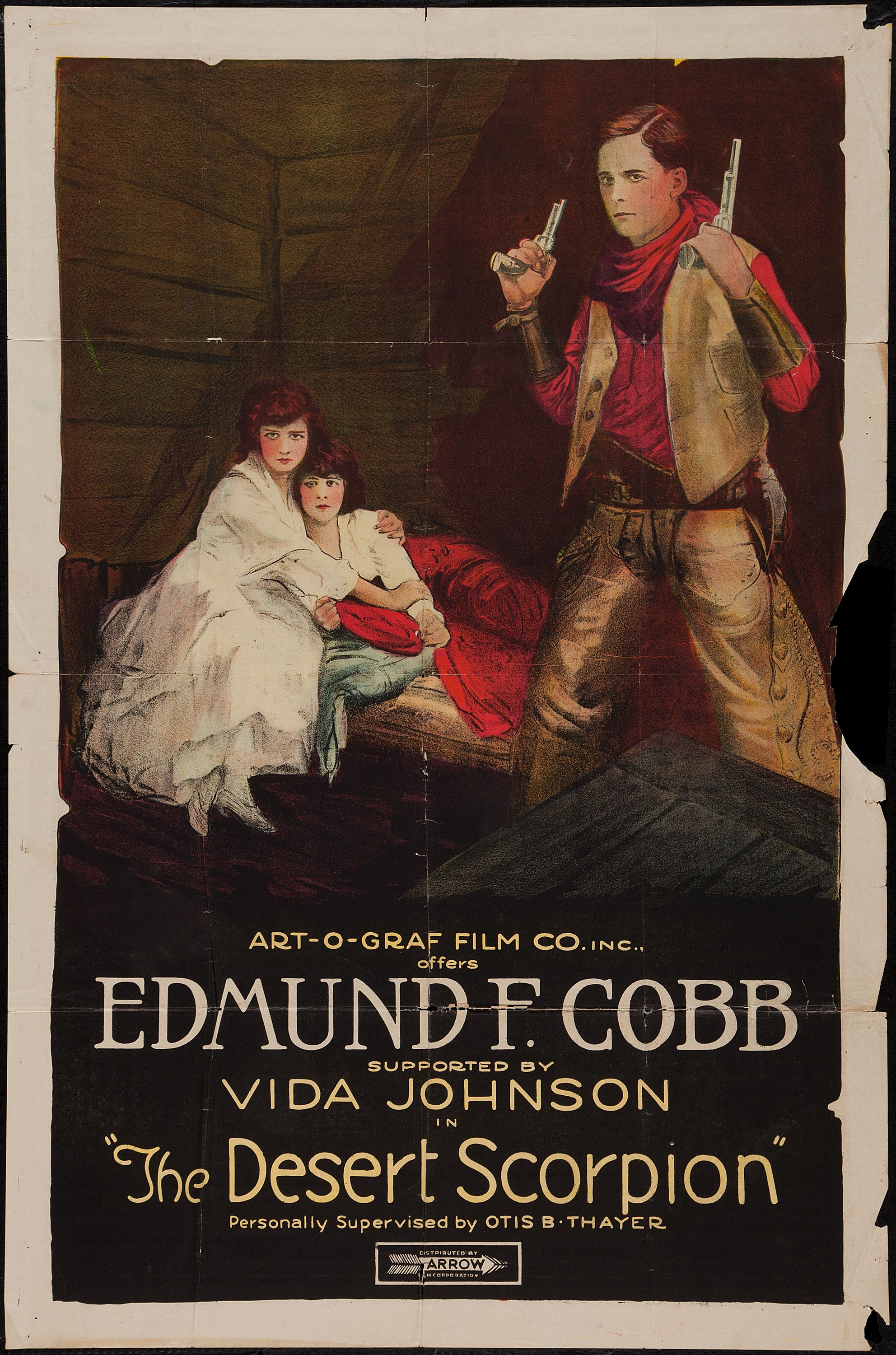
La locandina di The Desert Scorpion

- The Strange Case of Mary Page, regia di J. Charles Haydon (1916)
- Moral Courage, regia di Romaine Fielding (1917)
- The Deciding Kiss, regia di Tod Browning (1918)
- The Desert Scorpion, regia di Otis Thayer (1920)
- General Custer at the Little Big Horn, regia di Harry L. Fraser (1926)
- L'ambidestro (The Two Fister), regia di William Wyler (1927)
- The Vanishing Shadow, regia di Lew Landers (1934)
- The Miracle Rider, regia di B. Reeves Eason e Armand Schaefer (1935)
- Darkest Africa, regia di B. Reeves Eason e Joseph Kane (1936)
- Sergeant Murphy, regia di B. Reeves Eason (1938)
- Zorro (Zorro's Fighting Legion), regia di John English e William Witney (1939)
- Il ritorno di Jess il bandito (Jesse James Rides Again), regia di Fred C. Brannon e Thomas Carr (1947)
- Son of Zorro, regia di Spencer Gordon Bennet e Fred C. Brannon (1947)
- La vedova pericolosa (The Wistful Widow of Wagon Gap), regia di Charles Barton (1947)
- The Vanishing Westerner, regia di Philip Ford (1950)
- Pelle di bronzo (Comanche Territory), regia di George Sherman (1950)
- Girls in Prison, regia di Edward L. Cahn (1956)
- I giganti invadono la Terra (The Amazing Colossal Man), regia di Bert I. Gordon (1957)
- I racconti del terrore (Tales of Terror), regia di Roger Corman (1962)
- Requiem per un pistolero (Requiem for a Gunfighter), regia di Spencer Gordon Bennet (1965)
- Dollari maledetti (The Bounty Killer), regia di Spencer Gordon Bennet (1965)
- Johnny Reno, regia di R.G. Springsteen (1966)

### Televisione
- TV Reader's Digest – serie TV, episodio 1x19 (1955)
- Corky, il ragazzo del circo (Circus Boy) – serie TV, episodio 1x36 (1957)